# Stazione di Tulse Hill
La stazione di Tulse Hill è una stazione ferroviaria a servizio del quartiere di Tulse Hill nel borgo londinese di Lambeth. La stazione si trova lungo la ferrovia di Sutton e della Valle del Mole; da Tulse Hill, inoltre, si dipanano le diramazioni per Herne Hill e per la ferrovia Balham-Beckenham Junction.

## Movimento
L'impianto è servito da treni regionali e nazionali svolti da Govia Thameslink Railway, nell'ambito della rete Thameslink, e da Southern.